# Maxine Dexter

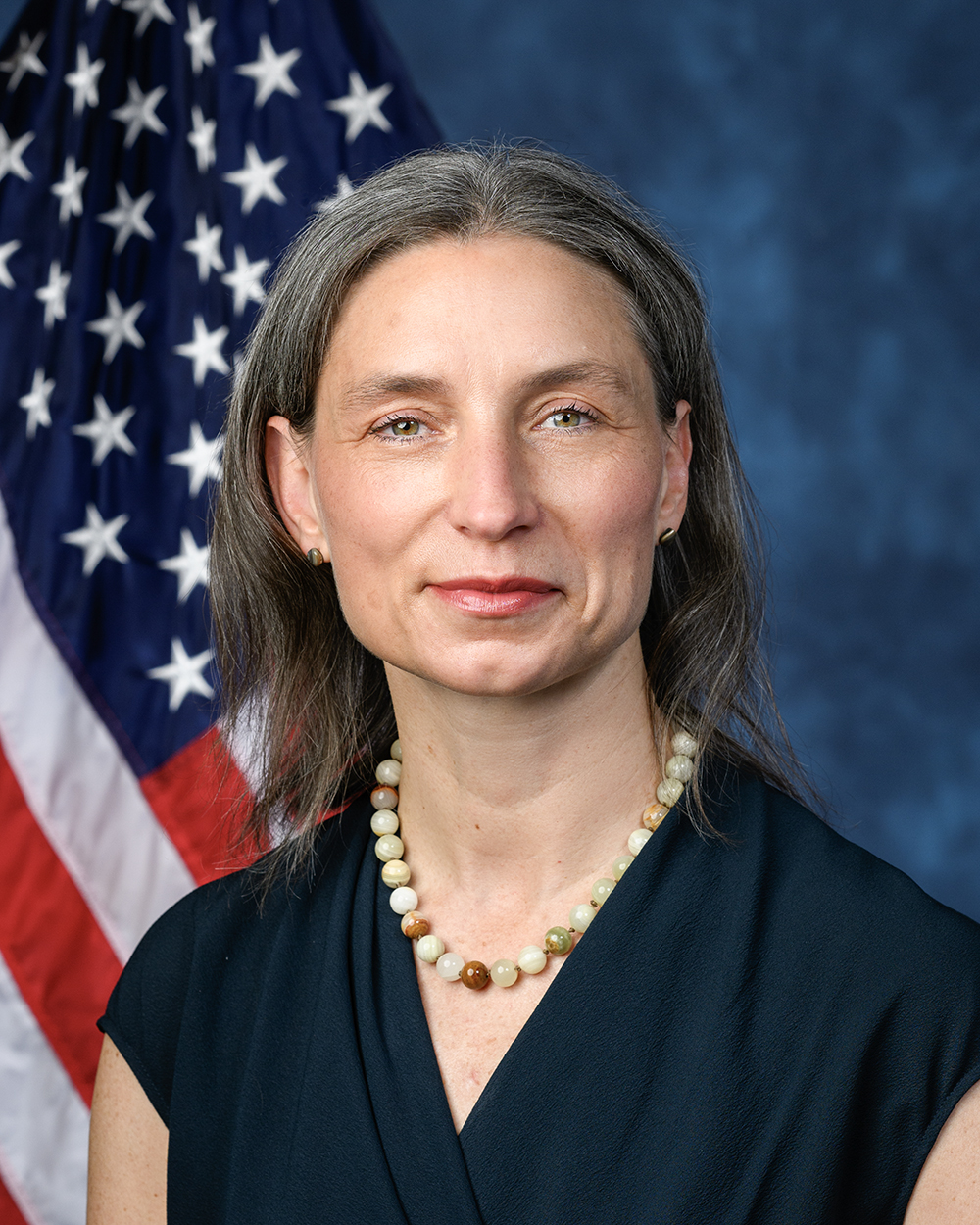
Maxine Dexter (2025)

Maxine Elizabeth Dexter (* 5. Dezember 1972 in Bothell, Washington) ist eine US-amerikanische Ärztin und Politikerin der Demokratischen Partei. Die Pneumologin vertrat zunächst für zwei Legislaturperioden die Innenstadt und den Nordwesten Portlands im Repräsentantenhaus von Oregon und wurde dann 2024 im 3. Kongresswahlbezirk Oregons in das Repräsentantenhaus der Vereinigten Staaten gewählt.

## Leben
Maxine Dexter wurde als Kind einer Arbeiterfamilie in Bothell geboren und war das erste Mitglied ihrer Familie, das eine Universität besuchte. Sie studierte an der University of Washington. Ihr Grundstudiums schloss sie 1997 mit einem Bachelor in Politikwissenschaft und Kommunikation ab. Das folgende Studium der Medizin beendete sie dort erfolgreich 2001. Sie spezialisierte sich als Ärztin auf Lungen- und Bronchialheilkunde. Dexter ist als Not- und Lungenärztin bei Kaiser Permanente tätig und war von 2014 bis 2019 Vorstandsmitglied der Northwest Permanente PC und 2017 bis 2019 Vorstandsvorsitzende.
Dexter ist verheiratet und Mutter zweier Kinder.

## Politik
Maxine Dexter wurde während der COVID-19-Pandemie in den Vereinigten Staaten politisch aktiv. Nach dem Tod ihres Vorgängers Mitch Greenlick wurde Dexter im Juni 2020 als Abgeordnete des Repräsentantenhauses von Oregon ernannt. Sie kandidierte 2020 im 33. Wahlkreis für das Repräsentantenhaus von Oregon. In der Vorwahl setzte sie sich mit 39,6 % durch und besiegte den Republikaner Dick Courter in der Hauptwahl mit 75,6 %. Bei der Wahl 2022 hatte sie in der Vorwahl keine Gegenkandidaten und erhielt in der Hauptwahl 84,8 % der Stimmen. Im Repräsentantenhaus Oregons setzte sie sich im Rahmen der Opioid-Krise erfolgreich für die Zulassung des Opioidantagonisten Naloxon und gegen die Kriminalisierung von Fentanylteststreifen ein. Sie war dort Vorsitzende des Ausschusses für Wohnung und Obdachlosigkeit. Sie war auch Vorsitzende des Parlamentsausschusses für COVID-19. Ende Juli 2024 trat sie zurück, um sich auf den Wahlkampf für das Mandat in Washington zu konzentrieren.
Nachdem der Abgeordnete Earl Blumenauer in der Kongresswahl 2024 nicht erneut antrat, entschloss sich Maxine Dexter im Dezember 2023 zur Kandidatur. Sie konnte die Vorwahl mit 47,6 % für sich entscheiden und im November die
Hauptwahl zum 119. Kongress mit 67,9 % gewinnen. Ihre Legislaturperiode im Repräsentantenhaus des 119. Kongresses dauert vom 3. Januar 2025 bis zum 3. Januar 2027.

### Positionen
Maxine Dexter vertritt die Ansicht, dass Menschen mit ihren Ärzten ohne Einmischung radikaler Politiker Entscheidung für ihre Gesundheit fällen sollten. Roe v. Wade sollte daher gesetzlich festgeschrieben werden.